# Jacqueline Taïeb

Jaqueline Taïeb (Tunis, Túnez, 1948) es una cantante y compositora francesa de origen tunecino. En 1967, fue elegida Artista Revelación en el primer festival Midem en Cannes gracias a su canción 7 heures du matin.

## La época yeyé
Nacida en Túnez en 1948, a los ocho años se trasladó a Francia y con solo doce empieza a componer. Fue descubierta por un cazatalentos en 1966, quien le consiguió un contrato con la disquera Impact Records. Al año siguiente publicó 7 heures du matin, la canción que la dio a conocer y su mayor éxito. Se trata de un monólogo contra un muro de guitarras que incluye samples de Elvis Presley y The Who.
Su segundo gran éxito, que no alcanzó la repercusión del anterior, fue el tema Qu'est-ce qu'on se marre à la fac. Sus sucesivos lanzamientos en la década de los 60 no consiguieron devolverla al estrellato y en 1970 decidió retirarse de la primera plana de la música, concentrándose en su faceta como compositora.

## Desde 1970 a la actualidad
Durante los 70, Taïeb compuso para artistas como Jeanne Manson, Michel Fugain o Yves Montand. Sin embargo, su gran éxito como compositora no llega hasta 1988, cuando la artista neoyorkina Dana Dawson interpreta el tema Ready to follow you y lo lanza a los primeros puestos de las listas de ventas. En 2006, Taïeb graba de nuevo un disco cantando sus propias canciones, titulado Jacqueline Taïeb is back!, al que sigue una gira por Francia y los Países Bajos. 
Una de las canciones contenidas en su nuevo repertorio alcanzó una gran repercusión en Túnez durante la Revolución de los Jazmines.

## Canciones
- 1967: "7 heures du matin"
- 1967: "Bienvenue au pays"
- 1967: "Ce soir je m'en vais"
- 1967: "La plus belle chanson"
- 1967: "Bravo"
- 1967: "Juste un peu d'amour"
- 1967: "On roule à 160"
- 1967: "Le cœur au bout des doigts"
- 1967: "Qu'est-ce qu'on se marre à la fac"
- 1967: "La première à gauche"
- 1967: "Bientôt tu l'oublieras"
- 1967: "Le printemps à Paris
- 1969: "Bonjour Brésil"
- 1969: "On la connait"
- 1969: "À chacun sa vie"
- 1969: "Lui"
- 1971: "Il faut choisir"
- 1971: "Pourquoi t'es pas chez toi?"
- 1978: "Printemps à Djerba"
- 1978: "Et la vie"
- 1979: "Maman, jusqu'où tu m'aimes?"
- 1979: "Le p'tit air"
- 1979: "J'suis pas nette"
- 1979: "Qu'est-ce que je peux faire?"
- 1980: "Je cherche quelqu'un"
- 1980: "Dis-moi des bêtises"
- 1983: "Les chanteurs disent la vérité"
- 1983: "J'vais pas pleurer tout l’temps"
- 2005: "Mon chat"
- 2005: "Mon prince d'Internet"
- 2007: "partir à Amsterdam"